# Eurocopa Sub-21 de 1998
La Eurocopa Sub-21 de 1998 fue realizada en Rumania desde los cuartos de final, la clasificación duró 2 años y contó con la participación de 46 países.
Después de está edición dejó de excluirse a Yugoslavia en el torneo clasificatorio, Bosnia y Herzegovina participó por primera vez, España ganó la competición por segunda vez mientras que Steffen Iversen y Nikolaos Liberopoulos fueron los goleadores de este torneo. 

## Clasificación
Los 46 Países fueron divididos en 9 grupos de alrededor de 5 a 6 Países los 7 mejores ganadores de cada grupo clasifican directamente mientras que los octavos y novenos ganadores juegan una repechaje y el ganador clasificaba. Curiosamente los grupos eran idénticos a los de la Clasificación para el Mundial de 1998. 
Noruega, España, Suecia, Rusia, Rumania, Países Bajos y Alemania clasificaron directamente mientras que Grecia clasificó por medio de un repechaje contra Inglaterra.

### Clasificados
| Selección    | Vía de clasificación  |
| ------------ | --------------------- |
| Noruega      | Ganador del Grupo 3   |
| España       | Ganador del Grupo 6   |
| Suecia       | Ganador del Grupo 4   |
| Rusia        | Ganador del Grupo 5   |
| Grecia       | Ganador del Repechaje |
| Rumania      | Ganador del Grupo 8   |
| Países Bajos | Ganador del Grupo 7   |
| Alemania     | Ganador del Grupo 9   |

## Sedes
Todos los partidos se jugaron en Bucharest.
| Estadio             | Capacidad | Imagen |
| ------------------- | --------- | ------ |
| Estadio Lia Manoliu | 60,120    |        |
| Stadionul Steaua    | 28,365    |        |
| Estadio Cotroceni   | 14,542    |        |

## Árbitros
| País       | Árbitro          |
| ---------- | ---------------- |
| Yugoslavia | Miroslav Radoman |
| Luxemburgo | Alain Hamer      |
| Senegal    | Falla N'Doye     |
| Eslovaquia | Ľuboš Micheľ     |
| Turquía    | Metin Tokat      |

## Torneo Final
|  | Cuartos de final      | Cuartos de final      |                       |         | Semifinales  | Semifinales  |  |  | Final                 | Final |
|  |                       |                       |                       |         |              |              |  |  |                       |       |
|  | Bucharest, 22 de mayo |                       |                       |         |              |              |  |  |                       |       |
|  |                       |                       |                       |         |              |              |  |  |                       |       |
|  | Países Bajos          | 2                     |                       |         |              |              |  |  |                       |       |
|  | Países Bajos          | 2                     | Bucharest, 26 de mayo |         |              |              |  |  |                       |       |
|  | Rumania               | 1                     |                       |         |              |              |  |  |                       |       |
|  | Rumania               | 1                     | Países Bajos          | 0       |              |              |  |  |                       |       |
|  | Bucharest, 23 de mayo |                       | Países Bajos          | 0       |              |              |  |  |                       |       |
|  |                       | Grecia                | 3                     |         |              |              |  |  |                       |       |
|  | Alemania              | Grecia                | 3                     | 0       |              |              |  |  |                       |       |
|  | Alemania              |                       | Bucharest, 31 de mayo | 0       |              |              |  |  |                       |       |
|  | Grecia                | 1                     |                       |         |              |              |  |  |                       |       |
|  | Grecia                | 1                     | Grecia                | 0       |              |              |  |  |                       |       |
|  | Bucharest, 24 de mayo |                       | Grecia                | 0       |              |              |  |  |                       |       |
|  |                       | España                | 1                     |         |              |              |  |  |                       |       |
|  | Noruega               | España                | 1                     | 1       |              |              |  |  |                       |       |
|  | Noruega               | Bucharest, 26 de mayo |                       | 1       |              |              |  |  |                       |       |
|  | Suecia                | 0                     |                       |         |              |              |  |  |                       |       |
|  | Suecia                | 0                     | Noruega               | 0       | Tercer lugar | Tercer lugar |  |  |                       |       |
|  | Bucharest, 24 de mayo |                       | Noruega               | 0       |              |              |  |  |                       |       |
|  |                       | España (t. s.)        | 1                     |         |              |              |  |  |                       |       |
|  | España                | España (t. s.)        | 1                     | 1       | Países Bajos | 0            |  |  |                       |       |
|  | España                |                       |                       | 1       | Países Bajos | 0            |  |  |                       |       |
|  | Rusia                 | 0                     |                       | Noruega | 2            |              |  |  |                       |       |
|  | Rusia                 | 0                     |                       |         | 2            |              |  |  |                       |       |
|  |                       |                       |                       |         |              |              |  |  | Bucharest, 31 de mayo |       |
|  |                       |                       |                       |         |              |              |  |  |                       |       |

## Ronda de Consolación
|  | 5°-8° Lugar                  | 5°-8° Lugar                 |   |                                             | 5° Lugar                                    | 5° Lugar   |  |
|  | Del 26 al 27 de mayo         | Del 26 al 27 de mayo        |   |                                             | 30 de mayo                                  | 30 de mayo |  |
|  |                              |                             |   |                                             |                                             |            |  |
|  | Estadio Cotroceni, Bucharest |                             |   |                                             |                                             |            |  |
|  | Rumania                      | 0                           |   |                                             |                                             |            |  |
|  | Alemania (t. s.)             | 1                           |   |                                             |                                             |            |  |
|  |                              |                             |   |                                             |                                             |            |  |
|  |                              |                             |   |                                             | Estadio Lia Manoliu, Bucharest              |            |  |
|  |                              |                             |   |                                             | Alemania                                    | 2          |  |
|  |                              | Suecia                      | 1 |                                             |                                             |            |  |
|  |                              |                             |   |                                             |                                             |            |  |
|  |                              |                             |   |                                             |                                             |            |  |
|  |                              |                             |   |                                             | 7° Lugar                                    |            |  |
|  | Stadionul Steaua, Bucharest  | Stadionul Steaua, Bucharest |   | 30 de mayo - Estadio Lia Manoliu, Bucharest | 30 de mayo - Estadio Lia Manoliu, Bucharest |            |  |
|  | Suecia                       | 2                           |   | Rumania                                     | 1                                           |            |  |
|  | Rusia                        | 0                           |   |                                             | Rusia                                       | 2          |  |

## Campeón
| Bandera de España |
| Campeón           |
| España            |
| 2.do título       |